# Saison 2009 de Women's Professional Soccer
Navigation
WPS 2010
La saison 2009 de Women's Professional Soccer est la première saison de la ligue professionnelle américaine de soccer féminin Women's Professional Soccer (WPS).
La saison régulière débute le 29 mars et se termine le 9 août. Les play-offs se déroulent du 15 au 22 août 2009.

## Les équipes participantes en 2009
Pour cette première édition de la Women's Professional Soccer, 7 équipes prennent part au début de la compétition.

| Équipe                | Stade                      | Ville                           | Année de création |
| --------------------- | -------------------------- | ------------------------------- | ----------------- |
| Boston Breakers       | Harvard Stadium            | Boston, Massachusetts           | 2001              |
| Chicago Red Stars     | Toyota Park                | Bridgeview, Illinois            | 2008              |
| FC Gold Pride         | Buck Shaw Stadium          | Santa Clara, Californie         | 2008              |
| Los Angeles Sol       | Home Depot Center          | Los Angeles, Californie         | 2007              |
| Saint Louis Athletica | Anheuser-Busch Soccer Park | Fenton,Missouri                 | 2008              |
| Sky Blue FC           | Yurcak Field               | Piscataway Township, New Jersey | 2008              |
| Washington Freedom    | Maryland SoccerPlex        | Boyds, Maryland                 | 2001              |

## Compétition

### Format
- La saison régulière débute le 29 mars et se termine le 19 août.
Les play-offs commencent le 15 août et se terminent le 21 août.

- Chaque équipe joue 20 matchs. Les équipes jouent quatre fois face à deux adversaires (2 matchs à domicile + 2 matchs à l'extérieur) et trois fois face à quatre adversaires (2 matchs à domicile + 1 match à l'extérieur pour deux adversaires et 1 match à domicile + 2 matchs à l'extérieur pour deux autres adversaires) ce qui fait un total de 20 matchs avec 10 matchs à domicile et 10 matchs à l'extérieur.

- Les quatre premières équipes se qualifient pour les play-offs.

L'équipe qui termine en tête de la saison régulière est automatiquement qualifiée pour la finale du championnat.

Les 3e et 4e de la saison régulière s'affronteront le 15 août 2009.

Le gagnant affrontera le 2e de la saison régulière le 19 août 2009.

Le vainqueur de ce dernier match jouera le 22 août la finale du championnat face à l'équipe qui a fini en tête de la saison régulière.
À noter, que ces play-offs se déroulent sur un seul match chez l'équipe la mieux classée.

En cas d'égalité de points, les critères suivants sont utilisés afin de départager les équipes :
1. Points pris dans les confrontations directes
2. Différence de buts dans les confrontations directes
3. Différence de buts générale
4. Nombre de buts marqués
5. Points marqués à l'extérieur
6. Différence de buts à l'extérieur
7. Nombre de buts marqués à l'extérieur
8. Tirage à la pièce[1]

### Résultats
| Boston Breakers       | BAY | STL | WSH | CHI | LA  | LA  | WSH | NJ  | STL | BAY | CHI | WSH | NJ  | NJ  | CHI | BAY | NJ  | WSH | STL | LA  |
| Boston Breakers       | 2-1 | 2-0 | 1-3 | 4-0 | 2-1 | 0-0 | 1-1 | 2-1 | 0-1 | 1-1 | 0-2 | 1-0 | 1-0 | 1-2 | 1-0 | 0-1 | 0-0 | 0-1 | 0-1 | 2-1 |
| Chicago Red Stars     | STL | WSH | NJ  | BOS | NJ  | BAY | STL | LA  | BAY | WSH | NJ  | BOS | LA  | WSH | BAY | BOS | NJ  | WSH | LA  | STL |
| Chicago Red Stars     | 0-1 | 1-1 | 0-0 | 4-0 | 0-2 | 0-1 | 0-2 | 1-1 | 1-1 | 0-0 | 1-0 | 0-2 | 4-0 | 2-1 | 3-1 | 1-0 | 1-0 | 2-3 | 3-1 | 2-0 |
| FC Gold Pride         | BOS | NJ  | LA  | WSH | NJ  | STL | CHI | LA  | WSH | CHI | BOS | LA  | STL | CHI | BOS | LA  | STL | WSH | NJ  | STL |
| FC Gold Pride         | 2-1 | 1-1 | 1-0 | 3-4 | 1-0 | 1-0 | 0-1 | 0-2 | 3-1 | 1-1 | 1-1 | 2-0 | 0-1 | 3-1 | 0-1 | 0-0 | 1-1 | 2-3 | 2-0 | 1-1 |
| Los Angeles Sol       | WSH | NJ  | BAY | STL | BOS | BOS | NJ  | BAY | STL | CHI | WSH | NJ  | BAY | STL | CHI | WSH | STL | BAY | CHI | BOS |
| Los Angeles Sol       | 2-0 | 0-2 | 1-0 | 0-0 | 2-1 | 0-0 | 1-0 | 0-2 | 2-0 | 1-1 | 3-1 | 0-0 | 2-0 | 1-2 | 4-0 | 0-1 | 0-1 | 0-0 | 3-1 | 2-1 |
| Saint Louis Athletica | CHI | BOS | LA  | WSH | BAY | CHI | LA  | NJ  | BOS | WSH | LA  | NJ  | BAY | LA  | WSH | NJ  | BAY | BOS | CHI | BAY |
| Saint Louis Athletica | 0-1 | 2-0 | 0-0 | 3-3 | 1-0 | 0-2 | 2-0 | 1-0 | 0-1 | 0-1 | 1-2 | 1-2 | 0-1 | 0-1 | 1-0 | 1-0 | 1-1 | 1-0 | 2-0 | 1-1 |
| Sky Blue FC           | LA  | BAY | CHI | BAY | CHI | LA  | WSH | BOS | STL | LA  | CHI | STL | BOS | BOS | WSH | CHI | STL | BOS | BAY | WSH |
| Sky Blue FC           | 0-2 | 1-1 | 0-0 | 1-0 | 0-2 | 1-0 | 2-1 | 2-1 | 1-0 | 0-0 | 1-0 | 1-2 | 1-0 | 1-2 | 4-4 | 1-0 | 1-0 | 0-0 | 2-0 | 3-1 |
| Washington Freedom    | LA  | CHI | BOS | BAY | STL | BOS | NJ  | BAY | LA  | CHI | STL | BOS | CHI | LA  | NJ  | STL | CHI | BOS | BAY | NJ  |
| Washington Freedom    | 2-0 | 1-1 | 1-3 | 3-4 | 3-3 | 1-1 | 2-1 | 3-1 | 3-1 | 0-0 | 0-1 | 1-0 | 2-1 | 0-1 | 4-4 | 1-0 | 2-3 | 1-0 | 3-2 | 3-1 |

### Classement
| Place | Équipe                | MJ | G  | N | P  | BP | BC | Diff | Pts |
| ----- | --------------------- | -- | -- | - | -- | -- | -- | ---- | --- |
| 1     | Los Angeles Sol       | 20 | 12 | 5 | 3  | 27 | 10 | +17  | 41  |
| 2     | Saint Louis Athletica | 20 | 10 | 4 | 6  | 19 | 15 | +4   | 34  |
| 3     | Washington Freedom    | 20 | 8  | 5 | 7  | 32 | 32 | 0    | 29  |
| 4     | Sky Blue FC           | 20 | 7  | 5 | 8  | 19 | 20 | -1   | 26  |
| 5     | Boston Breakers       | 20 | 7  | 4 | 9  | 18 | 20 | -2   | 25  |
| 6     | Chicago Red Stars     | 20 | 5  | 5 | 10 | 18 | 25 | -7   | 20  |
| 7     | FC Gold Pride         | 20 | 4  | 6 | 10 | 17 | 28 | -11  | 18  |

|  | Légende :                                                     |
|  | Équipe qualifiée automatiquement pour la finale des play-offs |
|  | Équipe qualifiée pour les play-offs                           |

### Play-offs
|  | Premier tour              | Premier tour              | Premier tour    | Premier tour    |              |   | Super demi-finale | Super demi-finale | Super demi-finale | Super demi-finale |  |  | Finale WPS   | Finale WPS | Finale WPS | Finale WPS |
|  |                           |                           |                 |                 |              |   |                   |                   |                   |                   |  |  |              |            |            |            |
|  |                           |                           |                 |                 |              |   |                   |                   |                   |                   |  |  | 22 août 2009 |            |            |            |
|  |                           |                           |                 |                 |              |   |                   |                   |                   |                   |  |  |              |            |            |            |
|  |                           |                           |                 |                 |              |   |                   |                   |                   |                   |  |  |              |            |            |            |
|  |                           |                           |                 |                 |              |   |                   |                   |                   |                   |  |  |              |            |            |            |
|  |                           |                           |                 |                 |              |   |                   |                   |                   |                   |  |  |              |            |            |            |
|  |                           |                           |                 |                 |              |   |                   |                   |                   |                   |  |  |              |            |            |            |
|  |                           |                           |                 |                 |              |   |                   |                   |                   |                   |  |  |              |            |            |            |
|  |                           |                           |                 |                 |              |   |                   |                   |                   |                   |  |  |              |            |            |            |
|  |                           |                           |                 |                 |              |   |                   |                   |                   |                   |  |  |              |            |            |            |
|  |                           | 19 août 2009              |                 |                 |              |   |                   |                   |                   |                   |  |  |              |            |            |            |
|  |                           |                           |                 |                 |              |   |                   |                   |                   |                   |  |  |              |            |            |            |
|  | (1) Los Angeles Sol       | (1) Los Angeles Sol       | 0               | 0               |              |   |                   |                   |                   |                   |  |  |              |            |            |            |
|  | (1) Los Angeles Sol       | (1) Los Angeles Sol       | 0               | 0               |              |   |                   |                   |                   |                   |  |  |              |            |            |            |
|  |                           |                           | (4) Sky Blue FC | (4) Sky Blue FC | 1            | 1 |                   |                   |                   |                   |  |  |              |            |            |            |
|  |                           |                           |                 |                 | 1            | 1 |                   |                   |                   |                   |  |  |              |            |            |            |
|  |                           |                           |                 |                 |              |   |                   |                   |                   |                   |  |  |              |            |            |            |
|  |                           |                           |                 |                 |              |   |                   |                   |                   |                   |  |  |              |            |            |            |
|  | (2) Saint Louis Athletica | (2) Saint Louis Athletica | 0               | 0               |              |   |                   |                   |                   |                   |  |  |              |            |            |            |
|  | (2) Saint Louis Athletica | (2) Saint Louis Athletica | 0               | 0               | 15 août 2009 |   |                   |                   |                   |                   |  |  |              |            |            |            |
|  |                           |                           | (4) Sky Blue FC | (4) Sky Blue FC | 1            | 1 |                   |                   |                   |                   |  |  |              |            |            |            |
|  | (3) Washington Freedom    | (3) Washington Freedom    | (4) Sky Blue FC | (4) Sky Blue FC | 1            | 1 | 1                 | 1                 |                   |                   |  |  |              |            |            |            |
|  | (3) Washington Freedom    | (3) Washington Freedom    |                 |                 |              |   |                   | 1                 |                   |                   |  |  |              |            |            |            |
|  | (4) Sky Blue FC           | (4) Sky Blue FC           | 2               | 2               |              |   |                   |                   |                   |                   |  |  |              |            |            |            |
|  | (4) Sky Blue FC           | (4) Sky Blue FC           | 2               | 2               |              |   |                   |                   |                   |                   |  |  |              |            |            |            |
|  |                           |                           |                 |                 |              |   |                   |                   |                   |                   |  |  |              |            |            |            |

#### Premier tour
| 15 août 2009 | Washington Freedom | 1 – 2 | Sky Blue FC              | Maryland SoccerPlex, Germantown, Maryland         |                                                   |
| 4:00 pm EDT  | De Vanna 79e       |       | Kai 56e · Francielle 85e | Spectateurs : 4 217 Arbitrage : Daniel Fitzgerald | Spectateurs : 4 217 Arbitrage : Daniel Fitzgerald |
| 4:00 pm EDT  | Rapport            |       |                          | Spectateurs : 4 217 Arbitrage : Daniel Fitzgerald | Spectateurs : 4 217 Arbitrage : Daniel Fitzgerald |

#### Super demi-finale
| 19 août 2009 | Saint Louis Athletica | 0 – 1 | Sky Blue FC                        | Soccer Park, Fenton, Missouri             |                                           |
| 6:00 PM CDT  | Logterman 90e         |       | Dowling 30e · Schnur 67e · Kai 78e | Spectateurs : 5 064 Arbitrage : Ted Unkel | Spectateurs : 5 064 Arbitrage : Ted Unkel |
| 6:00 PM CDT  | Rapport               |       |                                    | Spectateurs : 5 064 Arbitrage : Ted Unkel | Spectateurs : 5 064 Arbitrage : Ted Unkel |

#### WPS Championship
| 22 août 2009 | Los Angeles Sol     | 0 – 1 | Sky Blue FC  | The Home Depot Center, Carson, Californie  |                                            |
| 1:00 PM PDT  | Falk 27e · Bock 52e |       | O'Reilly 16e | Spectateurs : 7 218 Arbitrage : Kari Seitz | Spectateurs : 7 218 Arbitrage : Kari Seitz |
| 1:00 PM PDT  | Rapport             |       |              | Spectateurs : 7 218 Arbitrage : Kari Seitz | Spectateurs : 7 218 Arbitrage : Kari Seitz |

## Leaders

### Buts/Passes
Mise à jour 10 août 2010.
| Rang | Joueuse            | Club                  | B  | Min  |
| ---- | ------------------ | --------------------- | -- | ---- |
| 1    | Marta              | Los Angeles Sol       | 10 | 1440 |
| 2    | Camille Abily      | Los Angeles Sol       | 8  | 1314 |
| 3    | Cristiane          | Chicago Red Stars     | 6  | 920  |
| 4    | Abby Wambach       | Washington Freedom    | 6  | 977  |
| 4    | Christine Sinclair | FC Gold Pride         | 6  | 1052 |
| 4    | Eniola Aluko       | Saint Louis Athletica | 6  | 1123 |
| 7    | Lisa De Vanna      | Washington Freedom    | 5  | 629  |
| 7    | Natasha Kai        | Sky Blue FC           | 5  | 954  |
| 7    | Kelly Smith        | Boston Breakers       | 5  | 974  |
| 10   | Sonia Bompastor    | Washington Freedom    | 4  | 793  |

| Rang | Joueuse          | Club                  | P | Min  |
| ---- | ---------------- | --------------------- | - | ---- |
| 1    | Sonia Bompastor  | Washington Freedom    | 6 | 1170 |
| 1    | Aya Miyama       | Los Angeles Sol       | 6 | 1620 |
| 3    | Eniola Aluko     | Saint Louis Athletica | 4 | 1123 |
| 3    | Lisa De Vanna    | Washington Freedom    | 4 | 767  |
| 5    | Keeley Dowling   | Sky Blue FC           | 3 | 529  |
| 5    | Kendall Fletcher | Saint Louis Athletica | 3 | 695  |
| 5    | Marta            | Los Angeles Sol       | 3 | 1440 |
| 5    | Megan Rapinoe    | Chicago Red Stars     | 3 | 1096 |
| 5    | Lindsay Tarpley  | Chicago Red Stars     | 3 | 1117 |
| 5    | Aly Wagner       | Los Angeles Sol       | 3 | 695  |
| 5    | Abby Wambach     | Washington Freedom    | 3 | 977  |
| 5    | Tiffany Weimer   | FC Gold Pride         | 3 | 644  |

| Rang | Joueuse            | Club                  | Tirs | Min  |
| ---- | ------------------ | --------------------- | ---- | ---- |
| 1    | Abby Wambach       | Washington Freedom    | 64   | 977  |
| 2    | Christine Sinclair | FC Gold Pride         | 52   | 1052 |
| 3    | Marta              | Los Angeles Sol       | 51   | 1440 |
| 4    | Eniola Aluko       | Saint Louis Athletica | 49   | 1123 |
| 5    | Megan Rapinoe      | Chicago Red Stars     | 45   | 1096 |
| 5    | Kristine Lilly     | Boston Breakers       | 45   | 1260 |
| 7    | Natasha Kai        | Sky Blue FC           | 42   | 974  |
| 7    | Aya Miyama         | Los Angeles Sol       | 42   | 1620 |
| 9    | Cristiane          | Chicago Red Stars     | 41   | 920  |
| 9    | Lisa De Vanna      | Washington Freedom    | 41   | 920  |
| 9    | Kelly Smith        | Boston Breakers       | 41   | 974  |
| 9    | Lindsay Tarpley    | Chicago Red Stars     | 41   |      |

| Rang | Joueuse          | Club                  | Cadrés | Min  |
| ---- | ---------------- | --------------------- | ------ | ---- |
| 1    | Karen Carney     | Chicago Red Stars     | 51     | 1201 |
| 2    | Marta            | Los Angeles Sol       | 36     | 1440 |
| 3    | Megan Rapinoe    | Chicago Red Stars     | 34     | 1096 |
| 4    | Aya Miyama       | Los Angeles Sol       | 33     | 1530 |
| 5    | Sonia Bompastor  | Washington Freedom    | 30     | 1170 |
| 6    | Kristine Lilly   | Boston Breakers       | 25     | 1260 |
| 7    | Eniola Aluko     | Saint Louis Athletica | 24     | 1123 |
| 8    | Amy Rodriguez    | Boston Breakers       | 21     | 920  |
| 8    | Heather O'Reilly | Sky Blue FC           | 21     | 1170 |
| 8    | Heather Mitts    | Boston Breakers       | 21     | 1203 |

### Fautes
| Rang | Joueuse         | Club               | FC | Min  |
| ---- | --------------- | ------------------ | -- | ---- |
| 1    | Megan Rapinoe   | Chicago Red Stars  | 35 | 1096 |
| 2    | Carli Lloyd     | Chicago Red Stars  | 33 | 953  |
| 3    | Kelly Smith     | Boston Breakers    | 30 | 974  |
| 3    | Abby Wambach    | Washington Freedom | 30 | 977  |
| 3    | Shannon Boxx    | Los Angeles Sol    | 30 | 1440 |
| 6    | Formiga         | FC Gold Pride      | 27 | 1093 |
| 6    | Sonia Bompastor | Washington Freedom | 27 | 1170 |
| 8    | Rosana          | Sky Blue FC        | 23 | 1117 |
| 9    | Brittany Klein  | Chicago Red Stars  | 22 | 1228 |
| 9    | Marta           | Los Angeles Sol    | 22 | 1440 |

| Rang | Joueuse         | Club                  | FS | Min  |
| ---- | --------------- | --------------------- | -- | ---- |
| 1    | Lori Chalupny   | Saint Louis Athletica | 44 | 1170 |
| 2    | Kelly Smith     | Boston Breakers       | 43 | 974  |
| 3    | Abby Wambach    | Washington Freedom    | 38 | 977  |
| 3    | Sonia Bompastor | Washington Freedom    | 38 | 1170 |
| 5    | Kristine Lilly  | Boston Breakers       | 32 | 1260 |
| 6    | Brittany Klein  | Chicago Red Stars     | 26 | 1228 |
| 6    | Marta           | Los Angeles Sol       | 26 | 1440 |
| 6    | Aya Miyama      | Los Angeles Sol       | 26 | 1530 |
| 9    | Formiga         | FC Gold Pride         | 25 | 1093 |
| 10   | Tina DiMartino  | FC Gold Pride         | 20 | 1530 |
| 10   | Leslie Osborne  | FC Gold Pride         | 20 | 1217 |

### Gardiennes
Gardiennes ayant jouées plus de 270 minutes
| Rang | Gardienne          | Club                  | MJ | MINS | BE | BE/M | V-N-D  | INV |
| ---- | ------------------ | --------------------- | -- | ---- | -- | ---- | ------ | --- |
| 1    | Jillian Loyden     | Saint Louis Athletica | 3  | 270  | 1  | 0.33 | 2-0-1  | 2   |
| 2    | Karina LeBlanc     | Los Angeles Sol       | 18 | 1620 | 9  | 0.50 | 10-5-3 | 12  |
| 3    | Ali Lipsher        | Boston Breakers       | 11 | 928  | 6  | 0.58 | 4-2-4  | 5   |
| 4    | Hope Solo          | Saint Louis Athletica | 15 | 1350 | 13 | 0.87 | 7-3-5  | 7   |
| 5    | Jenni Branam       | Sky Blue FC           | 16 | 1395 | 15 | 0.97 | 6-3-6  | 6   |
| 6    | Caroline Jönsson   | Chicago Red Stars     | 19 | 1710 | 23 | 1.21 | 5-5-9  | 4   |
| 7    | Alison Whitworth   | FC Gold Pride         | 4  | 360  | 5  | 1.25 | 1-1-2  | 1   |
| 8    | Kristin Luckenbill | Boston Breakers       | 9  | 782  | 12 | 1.38 | 3-2-4  | 2   |
| 9    | Nicole Barnhart    | FC Gold Pride         | 12 | 1260 | 20 | 1.43 | 3-4-7  | 2   |
| 10   | Erin McLeod        | Washington Freedom    | 13 | 1170 | 19 | 1.46 | 5-3-5  | 3   |
| 11   | Briana Scurry      | Washington Freedom    | 3  | 270  | 6  | 2.00 | 0-1-2  | 0   |

## Récompenses

### Joueuse de la semaine
| Semaine                                                                   | Joueuse de la semaine | Club                  | Stats de la semaine           |
| ------------------------------------------------------------------------- | --------------------- | --------------------- | ----------------------------- |
| Semaine 1                                                                 | Aya Miyama            | Los Angeles Sol       | 1 A (6e) GWA                  |
| Semaine 2                                                                 | Marta                 | Los Angeles Sol       | 2 G (42e, 45e) GWG            |
| Semaine 3                                                                 | Kelly Smith           | Boston Breakers       | 1 G (53e) GWG, 1 A (87e)      |
| Semaine 4                                                                 | Aly Wagner            | Los Angeles Sol       | 1 A (47e) GWA                 |
| Semaine 5                                                                 | Abby Wambach          | Washington Freedom    | 2 G (18e, 90e) GWG, 1 A (51e) |
| Semaine 6                                                                 | Sonia Bompastor       | Washington Freedom    | 2 G (29e, 90e)                |
| Semaine 7                                                                 | Lori Chalupny         | Saint Louis Athletica | 1 G (16e) GWG                 |
| Semaine 8                                                                 | Christine Sinclair    | FC Gold Pride         | 1 G (30e) GWG                 |
| Semaine 9                                                                 | Jillian Loyden        | Saint Louis Athletica | 6 SVS, SHO                    |
| Semaine 10                                                                | Shannon Boxx          | Los Angeles Sol       | 1 G (50e)                     |
| Semaine 11                                                                | Camille Abily         | Los Angeles Sol       | 1 G (90e), 2 G (14e, 60e)     |
| Semaine 12                                                                | Eniola Aluko          | Saint Louis Athletica | 1 G (43e) GWG                 |
| Semaine 13                                                                | Erin McLeod           | Washington Freedom    | 7 SVS, SHO                    |
| Semaine 14                                                                | Marta                 | Los Angeles Sol       | 1 G (73e) GWG, 2 G (62e, 92e) |
| Semaine 15                                                                | Lindsay Tarpley       | Chicago Red Stars     | 1 A (48e), 1 G (61e) GWG      |
| Semaine 16                                                                | Cristiane             | Chicago Red Stars     | 3 G (31e, 46+', 65e) GWG      |
| Semaine 17                                                                | Natasha Kai           | Sky Blue FC           | 2 G (5e, 86e); 6 shots        |
| Semaine 18                                                                | Abby Wambach          | Washington Freedom    | 2 G (35e, 56e)                |
| Semaine 19                                                                | Lindsay Tarpley       | Chicago Red Stars     | 1 A (24e), 1 G (47e) GWG      |
| « Semaine 20 »(Archive.org • Wikiwix • Archive.is • Google • Que faire ?) | Abby Wambach          | Washington Freedom    | 1 A (58e), 2 G (20e, 49e)     |

### Joueuse du mois
| Mois    | Joueuse du mois | Club               | Stats du mois                                |
| ------- | --------------- | ------------------ | -------------------------------------------- |
| Avril   | Kelly Smith     | Boston Breakers    | 3 G, 1 A in 3 games; Breakers 2-2-0 in April |
| Mai     | Sonia Bompastor | Washington Freedom | 2 G, 3 A in 4 games; Freedom 2-0-2 in May    |
| Juin    | Camille Abily   | Los Angeles Sol    | 5 G in 6 games; Sol 4-0-2 in June            |
| Juillet | Abby Wambach    | Washington Freedom | 4 G, 1 A in 5 games; Freedom 3-2-1 in July   |

### Fin d'année
| Récompense                    | Vainqueur        | Club                  |
| ----------------------------- | ---------------- | --------------------- |
| Joueuse de l'année            | Marta            | Los Angeles Sol       |
| Défenseur de l'année          | Amy LePeilbet    | Boston Breakers       |
| Gardienne de l'année          | Hope Solo        | Saint Louis Athletica |
| Entraîneur de l'année         | Abner Rogers     | Los Angeles Sol       |
| Joueuse américaine de l'année | Christie Rampone | Sky Blue FC           |
| Meilleure buteuse             | Marta            | Los Angeles Sol       |